# Memecylon eduliforme
Memecylon eduliforme är en tvåhjärtbladig växtart som beskrevs av Aug. Dc.. Memecylon eduliforme ingår i släktet Memecylon och familjen Melastomataceae.
Artens utbredningsområde är Madagaskar. Inga underarter finns listade i Catalogue of Life.